# Lake Panorama
Lake Panorama ist eine Siedlung auf gemeindefreiem Gebiet im Guthrie County im US-amerikanischen Bundesstaat Iowa. Zu statistischen Zwecken ist der Ort zu einem Census-designated place (CDP) zusammengefasst worden. Das U.S. Census Bureau hat bei der Volkszählung 2020 eine Einwohnerzahl von 1.266 ermittelt.
Lake Panorama ist Bestandteil der Metropolregion um Iowas Hauptstadt Des Moines.

## Geografie
Lake Panorama liegt im südwestlichen Zentrum Iowas rings um den Lake Panorama, einen Stausee des über den Raccoon River und den Des Moines River zum Stromgebiet des Mississippi gehörenden Middle Raccoon River.
Die geografischen Koordinaten von Lake Panorama sind 41°42′40″ nördlicher Breite und 94°23′26″ westlicher Länge. Der Ort liegt in der Cass und der Victory Township.
Nachbarorte von Lake Panorama sind Panora (ab der südöstlichen Ortsgrenze), Guthrie Center (12,9 km südwestlich) und Yale (20,9 km nordöstlich).
Das Zentrum von Des Moines liegt 84 km östlich. Die nächstgelegenen weiteren Großstädte sind die Twin Cities in Minnesota (Minneapolis und Saint Paul) (459 km nordnordöstlich), Waterloo (250 km nordöstlich), Cedar Rapids (258 km ostnordöstlich), Iowa City (255 km östlich), Kansas City in Missouri (342 km südlich), Nebraskas größte Stadt Omaha (175 km westsüdwestlich), Sioux City (245 km nordwestlich) und South Dakotas größte Stadt Sioux Falls (374 km in der gleichen Richtung).

## Verkehr
Der in Nord-Süd-Richtung verlaufende Iowa State Highway 4 streift den Ort im äußersten Südosten. Alle weiteren Straßen sind untergeordnete Landstraßen, teils unbefestigte Fahrwege sowie innerörtliche Verbindungsstraßen.
Parallel zum IA 4 verläuft auf der Trasse einer ehemaligen Eisenbahnstrecke der früheren Chicago and North Western Railway mit dem Raccoon River Valley Trail ein Rail Trail für Wanderer und Radfahrer.
Mit dem Guthrie County Regional Airport befindet sich 7 km südlich ein kleiner Flugplatz. Der nächste Verkehrsflughafen ist der Des Moines International Airport (90 km ostsüdöstlich).

## Bevölkerung
Nach der Volkszählung im Jahr 2010 lebten in Lake Panorama 1309 Menschen in 559 Haushalten, was einem statistischen Durchschnitt von je 2,34 Personen entspricht.
Ethnisch betrachtet setzte sich die Bevölkerung zusammen aus 98,5 Prozent Weißen, 0,2 Prozent amerikanischen Ureinwohnern, 0,3 Prozent Asiaten sowie 0,5 Prozent aus anderen ethnischen Gruppen; 0,5 Prozent stammten von zwei oder mehr Ethnien ab. Unabhängig von der ethnischen Zugehörigkeit waren 1,6 Prozent der Bevölkerung spanischer oder lateinamerikanischer Abstammung.
20,4 Prozent der Bevölkerung waren unter 18 Jahre alt, 54,8 Prozent waren zwischen 18 und 64 und 24,8 Prozent waren 65 Jahre oder älter. 49,8 Prozent der Bevölkerung waren weiblich.
Das mittlere jährliche Einkommen eines Haushalts lag bei 88.536 USD. Das Pro-Kopf-Einkommen betrug 49.017 USD. 0,2 Prozent der Einwohner lebten unterhalb der Armutsgrenze.